# Coslédaà-Lube-Boast
Coslédaà-Lube-Boast è un comune francese di 364 abitanti situato nel dipartimento dei Pirenei Atlantici nella regione della Nuova Aquitania.

## Società

### Evoluzione demografica
Abitanti censiti